# HMAC

Generování SHA1-HMAC

HMAC (z angl. Keyed-hash Message Authentication Code, případně Hash-based Message Authentication Code) je typ autentizačního kódu zprávy (Message Authentication Code, MAC) počítané s použitím kryptografické hašovací funkce v kombinaci s tajným šifrovacím klíčem. Tak jako každý MAC, může být i HMAC použit jednak na ověření datové integrity a jednak na autentizaci zprávy. Na výpočet je možné použít libovolnou iterativní kryptografickou hašovací funkci jako např. MD5 či SHA-1 (v takových případech hovoříme o HMAC-MD5, resp. HMAC-SHA-1 kódu). Kryptografická síla kódu HMAC přímo závisí na síle hašovací funkce, velikosti a kvalitě klíče a velikosti výstupu hašovací funkce v bitech.
Iterativní hašovací funkce rozdělí zprávu do bloků pevné délky, na kterých postupně počítá výstup (MD5 i SHA-1 pracují nad 512bitovými bloky). Velikost výstupu HMAC kódu je stejná jako velikost výstupu hašovací funkce (tedy 128 nebo 160 bitů v případě MD5 nebo SHA-1), i když je možné ho ořezat, pokud je třeba. Takovéto zkrácení však snižuje bezpečnost kódu, která je shora ohraničena tzv. narozeninovým útokem.
HMAC je definovaný jako:
{\displaystyle \mathrm {HMAC} _{K}(m)=h{\Bigg (}(K\oplus \mathrm {opad} )\|h{\Big (}(K\oplus \mathrm {ipad} )\|m{\Big )}{\Bigg )},}
kde:
- {\displaystyle h} je iterativní hašovací funkce,
- {\displaystyle K} je tajný klíč zarovnaný nulami na velikost základního bloku hašovací funkce,
- {\displaystyle m} je zpráva, nad kterou se kód počítá,
- {\displaystyle \|} označuje zřetězení,
- {\displaystyle \oplus } označuje exkluzivní součet
- {\displaystyle \mathrm {opad} =0x5c5c5\ldots c5c5c} vnější zarovnání (outer padding)
- {\displaystyle \mathrm {ipad} =0x363636\ldots 3636} vnitřní zarovnání (inner padding)

opad a ipad jsou dvě dlouhé konstanty o velikosti základního bloku.
Konstrukce a analýza kódů HMAC byla po poprvé publikována v roce 1996 Mihirem Bellarem, Ranem Canettim a Hugem Krawczykem, kteří též napsali příslušné RFC 2104. 
Varianty HMAC-SHA-1 a HMAC-MD5 se používají v protokolech IPsec a SSL/TLS.

## Příklady
Zde jsou některé hodnoty HMAC za předpokladu 8bitového kódování ASCII:
```
HMAC_MD5("key", "The quick brown fox jumps over the lazy dog")    = 80070713463e7749b90c2dc24911e275
```

```
HMAC_SHA1("key", "The quick brown fox jumps over the lazy dog")   = de7c9b85b8b78aa6bc8a7a36f70a90701c9db4d9
```

```
HMAC_SHA256("key", "The quick brown fox jumps over the lazy dog") = f7bc83f430538424b13298e6aa6fb143ef4d59a14946175997479dbc2d1a3cd8
```

```
HMAC_SHA512("key", "The quick brown fox jumps over the lazy dog") = b42af09057bac1e2d41708e48a902e09b5ff7f12ab428a4fe86653c73dd248fb82f948a549f7b791a5b41915ee4d1ec3935357e4e2317250d0372afa2ebeeb3a
```